# Exocarpos vitiensis
Exocarpos vitiensis är en sandelträdsväxtart som beskrevs av A. C. Smith. Exocarpos vitiensis ingår i släktet Exocarpos och familjen sandelträdsväxter. Inga underarter finns listade i Catalogue of Life.